# Tony Hawk's Motion
Tony Hawk's Motion est un jeu vidéo de simulation de skateboard, développé par Creat Studios et édité par Activision en 2008 sur Nintendo DS.